# BSIC Group
Banque Sahélo-Saharienne pour l’Investissement et le Commerce est une banque commerciale et banque d' investissement au service de plusieurs pays en Afrique saharienne et sahélienne. Le siège de la banque est situé en Libye.

## Branches
Une liste des succursales de BSIC avec des liens correspondants vers leurs pages AfricaPhonebook (en).
- BSIC Guinée[1]
- BSIC Bénin
- BSIC Burkina Faso
- BSIC Tchad [2]
- BSIC Togo
- BSIC Ghana [3]
- BSIC Libye
- BSIC Mali
- BSIC Niger
- BSIC Sénégal
- BSIC Soudan

Remarque : BSIC a temporairement déplacé son siège opérationnel à Tunis, en raison de l'instabilité persistante en Libye.